# Борзяк, Пётр Григорьевич
Пётр Григорьевич Борзяк (3 сентября 1903, Полтавская область — 15 августа 2000) — советский физик. Доктор физико-математических наук, член-корреспондент АН УССР.

## Биография
Родился в селе Пищики на Полтавщине, ныне село под водой Кременчугского водохранилища.
В 1929 году окончил Киевский институт народного образования. С 1929 года работал в Институте физики АН УССР (Киев).

## Научная деятельность
Автор комплексных исследований физической природы различных фотокатодов. В 1951 году открыл экситонное поглощение света полупроводниковыми сурьма-цезиевыми и оловянно-цезиевыми плёнками и связанную с этим фотоэлектронную эмиссию.
В 1963 году П. Г. Борзяк, А. Г. Сарбей и Г. Д. Федорович открыли холодную эмиссию электронов при пропускании тока через тонкую металлическую плёнку пиковой структуры (диплом на открытие № 31, первый на Украине).